# Código de área 530

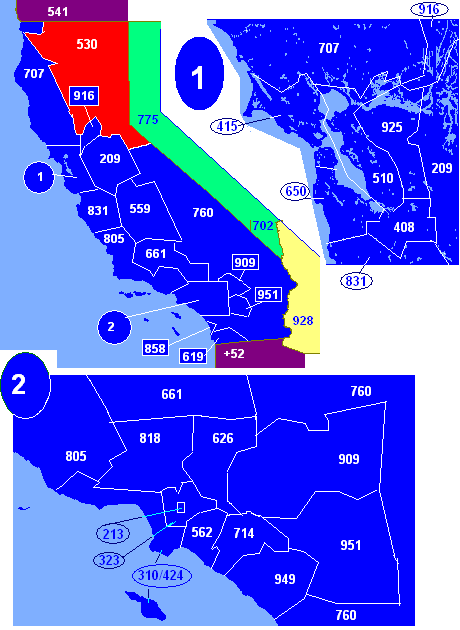
Mapa de los códigos de áreas en California mostrados en azul y en rojo el 530

530 es el código de área norteamericano que cubre gran parte de Auburn, Chico, Colfax, Davis, Grass Valley, Marysville, Oroville, Placerville, Redding, Red Bluff, Susanville, Truckee, Woodland y Yuba City.
El código de área 530 fue creado el 1 de noviembre de 1997, cuando fue dividido del código de área 916. El mismo día, la ciudad de Dixon del código de área 916 se pasó al 707.

## Ciudades con el código de área 530

### Condado de Alpine
- Alpine Village
- Bear Valley
- Markleeville
- Mesa Vista
- Woodfords

### Condado de Butte
- Bangor
- Berry Creek
- Biggs
- Brush Creek
- Butte Meadows
- Camp Eighteen
- Centerville
- Cherokee
- Chico
- Cohasset
- Concow
- Dayton
- DeSabla
- Durham
- East Biggs
- Feather Falls
- Forbestown
- Forest Ranch
- Gridley
- Inskip
- Magalia
- Merrimac
- Nord
- Oregon City
- Oroville East
- Oroville
- Palermo
- Paradise
- Pulga
- Richvale
- South Oroville
- Stirling City
- Thermalito

### Condado de Colusa
- Arbuckle
- College City
- Colusa
- Grimes
- Maxwell
- Princeton
- Sites
- Stonyford
- Williams

### Condado de El Dorado
- Cameron Park
- Camino
- Coloma
- Cool
- Diamond Springs
- Ditch Camp Five
- Echo Lake
- El Dorado
- Fresh Pond
- Georgetown
- Kyburz
- Little Norway
- Meyers
- Nebelhorn
- Newtown
- Pacific House
- Pacific
- Phillips
- Placerville
- Pollock Pines
- Rescue
- Riverton
- Sciots Camp
- Shingle Springs
- South Lake Tahoe
- Twin Bridges
- White Hall

### Condado de Glenn
- Artois
- Glenn
- Hamilton City
- Ordbend
- Orland
- Willows

### Condado de Humboldt
- Willow Creek

### Condado de Lassen
- Bieber
- Doyle
- Herlong
- Janesville
- Ravendale
- Susanville
- Termo
- Westwood

### Condado de Modoc
- Adin
- Alturas
- Canby
- Cedarville
- Davis Creek
- Eagleville
- Fort Bidwell
- Newell
- Stronghold
- Tionesta

### Condado de Nevada
- Alta Sierra
- Grass Valley
- Lake of the Pines
- Lake Wildwood
- Nevada City
- Penn Valley
- Rough and Ready
- Truckee
- Washington

### Condado de Placer
- Alta
- Applegate
- Auburn
- Carnelian Bay
- Colfax
- Dollar Point
- Dutch Flat
- Foresthill
- Gold Run
- Homewood
- Kings Beach
- Meadow Vista
- Sheridan
- Squaw Valley
- Sunnyside-Tahoe City
- Tahoe Vista
- Weimar

### Condado de Plumas
- Almanor
- Beckwourth
- Belden
- Blairsden
- Bucks Lake
- C-Road
- Canyondam
- Caribou
- Chester
- Chilcoot-Vinton
- Clio
- Crescent Mills
- Cromberg
- Delleker
- East Quincy
- East Shore
- Graeagle
- Greenhorn
- Greenville
- Hamilton Branch
- Indian Falls
- Iron Horse
- Johnsville
- Keddie
- La Porte
- Lake Almanor Country Club
- Lake Almanor Peninsula
- Lake Almanor West
- Lake Davis
- Little Grass Valley
- Meadow Valley
- Mohawk Vista
- Paxton
- Plumas Eureka
- Portola
- Prattville
- Quincy
- Spring Garden
- Storrie
- Taylorsville
- Tobin
- Twain
- Valley Ranch
- Whitehawk

### Condado de Shasta
- Anderson
- Bella Vista
- Big Bend
- Burney
- Cassel
- Castella
- Cottonwood
- Fall River Mills
- French Gulch
- Hat Creek
- Igo
- Lakehead-Lakeshore
- McArthur
- Millville
- Montgomery Creek
- Oak Run
- Old Station
- Palo Cedro
- Platina
- Pollard Flat
- Redding
- Round Mountain
- Shasta Lake City
- Shasta
- Shingletown
- Whiskeytown
- Whitmore

### Condado de Sierra
- Alleghany
- Calpine
- Downieville
- Loyalton
- Sierra City

### Condado de Siskiyou
- Carrick
- Dorris
- Dunsmuir
- Edgewood
- Etna
- Forks of Salmon
- Fort Jones
- Gazelle
- Greenview
- Grenada
- Happy Camp
- Hornbrook
- Macdoel
- McCloud
- Montague
- Mount Hebron
- Mount Shasta
- Seiad Valley
- Tennant
- Tulelake
- Weed
- Yreka

### Condado de Sutter
- Live Oak
- Meridian
- Nicolaus
- Rio Oso
- Robbins
- South Yuba City
- Sutter
- Tierra Buena
- Yuba City

### Condado de Tehama
- Corning
- Cottonwood
- Dales
- Gerber-Las Flores
- Los Molinos
- Manton
- Mill Creek
- Mineral
- Paskenta
- Paynes Creek
- Rancho Tehama Reserve
- Red Bluff
- Tehama

### Condado de Trinity
- Big Bar
- Burnt Ranch
- Douglas City
- Hayfork
- Hyampom
- Junction City
- Lewiston
- Mad River
- Salyer
- Trinity Center
- Weaverville

### Condado de Yolo
- Brooks
- Capay
- Davis
- Dunnigan
- El Macero
- Esparto
- Fremont
- Knights Landing
- Madison
- Plainfield
- Rumsey
- Winters
- Woodland
- Yolo
- Zamora

### Condado de Yuba
- Base de la Fuerza Aérea Beale
- Challenge-Brownsville
- Linda
- Loma Rica
- Marysville
- Olivehurst
- Plumas Lake
- Wheatland